# Cee-Jam Records
Cee-Jam Records war ein unabhängiges Musiklabel mit Sitz in Hollywood, Kalifornien. Es wurde 1963 vom Songwriter, Produzenten und Verleger John Marascalco ins Leben gerufen, der dort vor allem Eigenproduktionen veröffentlichte. Das Label war vor allem Mitte der 1960er Jahre aktiv und wurde in den 1970ern nur noch sporadisch genutzt. Insgesamt erschienen auf Cee-Jam Records 13 verschiedene Singles, wobei die Katalog-Nummern 100, #3 und #4 doppelt vergeben wurden und teilweise bereits veröffentlichtes Material neu zusammenstellten. Die meisten Singles erschienen in mehreren Auflagen mit unterschiedlichen Label- und Logo-Design, ab Mitte 1965 mit einem Hinweis auf den neuen Vertriebspartner Atco Records. Aufgrund der vielseitigen musikalischen Kontakte des Labeleigners lässt sich kein Genre-Schwerpunkt feststellen, es finden sich Aufnahmen aus den Genres Doo-Wop, Rockabilly, Garage Rock und aus dem frühen Soul.
Viele der Singles sind inzwischen Raritäten und werden zu hohen Preisen gehandelt. Count the Tears von Buster and James auf der zweiten Cee-Jam #4 ist eine der ersten veröffentlichten Kompositionen des jungen Singer-Songwriters Harry Nilsson. Auf Cee-Jam #6 erfolgte die erste Veröffentlichung von Dorsey Burnettes Version von Bertha Lou. Die Doo-Wop-Gruppe The Electras und der Soul-Sänger Art Wheeler arbeiteten zu einem Großteil ihres Schaffens mit Marascalco als Songwriter, Produzent und Verleger auf Cee-Jam oder auf einem anderen seiner weiteren Labels.

## Diskografie
- 1963: The Surgeons: Everything’s Gonna Be Crazy / Don’t Tell Me, Cee-Jam 100
- 1963: The Electras / The Surgeons: You Know / Don’t Tell Me, Cee-Jam 100
- 1964: Lorenzo Holden: The Wig / The Days of Wine and Roses, Cee-Jam #1
- 1964: Carl Underwood: The Hurt Is On / Nights Are So Lonely, Cee-Jam #2
- 1965: Godfrey: The Trip / Come On, Come On, Cee-Jam #3
- 1965: Godfrey: The Trip / Let’s Take a Trip, Cee-Jam #3
- 1966: Art Wheeler: That’s How Much I Love You / Walk On, Cee-Jam #4
- 1966: Buster and James: Count the Tears / The Flip, Cee-Jam #4
- 1966: Art Wheeler: Walk On / The Flip, Cee-Jam #5
- 1965: Dorsey Burnette / The Brothers: Bertha Lou / Keep A Knockin’, Cee-Jam #6
- 1970: Dorsey Burnette: Bertha Lou / Til the Law Says Stop, Cee-Jam #16
- 197?: Art Wheeler: Robot Man / Robot Man Part Two, Cee-Jam #27
- 1978: Art Wheeler Band: That Number Gets Paid / Let’s Make a Deal in Love, Cee-Jam 347